# Ana Margarita de San José
Ana Margarita de Austria (en religión, Ana Margarita de San José o simplemente, Margarita de San José) (1631-Madrid, 1658) fue una noble y religiosa, conocida por ser hija extramatrimonial de Felipe IV de España.

## Biografía
Fue hija de Felipe IV con la dama Margarita del Escala. Desde pequeña fue criada en el Monasterio de la Encarnación de agustinas recoletas. Este cenobio era sumamente cercano al soberano español, formando parte del conjunto arquitectónico del Alcázar de Madrid y bajo patronato regio. Con anterioridad, el monasterio había mostrado su interés en recibir en su seno a alguna persona de sangre real, como ocurría en el cercano Convento de las Descalzas Reales. En este último moraban algunas religiosas vinculadas familiarmente con la casa de Austria, aún de forma ilegítima.
El 3 de enero de 1649 tomó el hábito. Tomaría el velo de agustina recoleta el 13 de noviembre de 1649, profesando el 12 de enero del año siguiente. Tuvo un importante papel en el convento como religiosa, llegaría a ser superiora. Su padre le otorgaría el tratamiento de Serenidad.
En 1653 fue dedicatoria de la obra de Miguel Batista de Lanuza: Vida de la venerable madre Gerónima de San Estevan, religiosa carmelita descalza, cinco vezes priora del convento de San Iosef, de Zaragoza.Además mantuvo correspondencia con el cardenal Francesco Barberini, importante personaje de la Roma de la época.
Moriría en 1658 y fue enterrada en el coro del Monasterio de la Encarnación.

## Iconografía
Su toma de velo fue ricamente ilustrada por Antonio de Pereda en un magnífico óleo que incorpora a la Virgen María y San Agustín, y sirve como alegoría barroca del hecho.
Además cuenta con dos retratos al óleo distintos, en que se la representa en su madurez.

### Individuales
1. ↑  Diez, Jesús (2017). «"La priora de la Encarnación" (1612-1638)». Recollectio: annuarium historicum augustinianum (40): 551-624. ISSN 1122-5661. Consultado el 9 de octubre de 2023.
2. ↑  Villerino, Alonso de (1690). Esclarecido solar de las religiosas de recoletas de nuestro padre San Augustin. Y vidas de las insignes hijas de sus conventos. Su autor el R. P. M. Fr. Alonso de Villerino,.... en la Imprenta de Bernardo de Villa-Diego. p. 350. Consultado el 9 de octubre de 2023.
3. ↑  Flórez, Enrique (1770). Memorias de las reynas catholicas 2. Por Antonio Marin. p. 958. Consultado el 10 de octubre de 2023.
4. ↑  Marín Pina, María Carmen (2019). «El escrito oculto, las redes y la construcción autorial de Feliciana de San José (Recreación espiritual, 1654)». Autor en construcción: sujeto e institución literaria en la modernidad hispánica (siglos XVI-XIX), 2019, ISBN 978-84-17873-05-9, págs. 153-182 (Prensas de la Universidad de Zaragoza): 153-182. ISBN 978-84-17873-05-9. Consultado el 9 de octubre de 2023.
5. ↑  Baranda Leturio, Nieves; Cruz, Anne (11 de abril de 2018). Las escritoras españolas de la Edad Moderna. Historia y guía para la investigación.. Editorial UNED. ISBN 978-84-362-7325-0. Consultado el 9 de octubre de 2023.
6. ↑  Córdova, James M. (1 de enero de 2014). The Art of Professing in Bourbon Mexico: Crowned-Nun Portraits and Reform in the Convent (en inglés). University of Texas Press. p. 187. ISBN 978-0-292-75317-4. Consultado el 9 de octubre de 2023.
7. ↑  Lloret Sos, Isabel Mª (2021). «Monjas Coronadas: retratos y fiesta en la Nueva España (XVII-XIX)». Horizontes del Barroco: La cultura de un Imperio, 2021, ISBN 978-84-126058-7-7, págs. 519-532 (Enredars): 519-532. ISBN 978-84-126058-7-7. Consultado el 10 de octubre de 2023.
8. ↑  Giordano, María Laura; Valerio, Adriana (27 de noviembre de 2015). Reformas y Contrarreformas en la Europa católica (siglos XV-XVII). Editorial Verbo Divino. ISBN 978-84-9073-220-5. Consultado el 9 de octubre de 2023.